# لوئیس جی. راکمیل
لوئیس جی. راکمیل (به زبان انگلیسی: Lewis J. Rachmil؛ زادهٔ ۳ ژوئیهٔ ۱۹۰۸ – درگذشتهٔ ۱۹ فوریه ۱۹۸۴) تهیه‌کننده فیلم و کارگردان هنری اهل ایالات متحده آمریکا بود. وی برای فیلم شهر ما نامزد دریافت جایزه اسکار بهترین طراحی صحنه شده بود.